# Паркер, Томас Джеффри
Томас Джеффри Паркер (Thomas Jeffery Parker, 1850—1897) — английский зоолог, член Королевского общества. Старший сын английского зоолога Вильяма Китчена Паркера.

## Биография
Учился в «College of Chemistry» и «School of Mines», с 1872 года состоял демонстратором зоологии и ботаники в горном институте, где основал великолепную коллекцию препаратов. Одновременно Паркер читал лекции по биологии в «Bedford College», а в 1880 году назначен профессором биологии в Отаго (Новая Зеландия). Область научных исследований Паркера охватывает анатомию и гистологию как беспозвоночных, так и позвоночных животных. 
Из его трудов наиболее известны следующие: «Stomach of the Fresh-water Crayfish»; «Histology of Hydra fusca»; «Intestinal Spirale Valve in the genus Raia»; «Anatomy and development of Apteryx» (1892); «Cranial Osteology, Classification and Phylogeny of the Dinornithidae»; «Skeleton of the New Zealand Crayfish» (1889). Кроме этого, он составил несколько ценных руководств по биологии и зоологии: «Course of Instruction in Zootomy (Vertebrata)» (1884); «Lessons in Elementary Biology» (1891).